# 贝利利亚德尔里奥卡里翁
贝利利亚德尔里奥卡里翁，是西班牙卡斯蒂利亚-莱昂帕伦西亚省的一个市镇。 总面积199平方公里，总人口1682人（2001年），人口密度8人/平方公里。